# Hünenburg Steinbergen
Die Hünenburg Steinbergen ist die Burgstelle einer kleinen mittelalterlichen Burgwallanlage, deren Reste auf einem Geländesporn am Nordrand des Wesertals südöstlich von Steinbergen, einem Ortsteil von Rinteln im Landkreis Schaumburg in Niedersachsen liegen. Wahrscheinlich handelt es sich um die aus dem 12. Jahrhundert überlieferte Stenborch, die namensgebend für die Siedlung war.

## Lage
Die ehemalige Spornburg liegt etwa 300 Meter südöstlich des Ortsrands auf einem leicht erhobenen Geländesporn, dessen Spitze durch Kiesabbau zerstört worden ist. Der Kern der Anlage weist eine Größe von 40 × 30 m auf und ist erhalten geblieben. In etwa 50 Meter Entfernung findet sich ein Abschnittsgraben, der drei Meter tief und bis zu sieben Meter breit ist.

## Beschreibung
Anhand der Größe, der Form und der Lage lässt sich die Hünenburg Steinbergen in das 11. bis 12. Jahrhundert datieren. Ein Heimatforscher sieht darin die zweite, bisher nicht sicher lokalisierte Burg des Grafen Uffo, der der Überlieferung nach im 9. Jahrhundert zwei Burgen besaß. Bei der anderen Uffoburg handelt es sich um eine Anlage nahe Bremke.